# Бурхановка
Бурха́новка (рос. Бурхановка, башк. Борхан) — присілок у складі Караідельського району Башкортостану, Росія. Входить до складу Урюш-Бітуллінської сільської ради.
Населення — 41 особа (2010; 42 у 2002).
Національний склад:
- башкири — 76 %